# К2 «Чёрная пантера»
K2 «Чёрная пантера» (кор. K2 흑표?, K2 黑豹?) — современный южнокорейский основной боевой танк. Принят на вооружение в 2014 году.
Машина была разработана южнокорейским Агентством оборонных разработок (Agency for Defense Development, ADD) и компанией Hyundai Rotem (подразделение Hyundai Motors). K2 должен заменить в войсках американские танки M48 и дополнить парк танков K1.

## История разработки
Несмотря на то, что танк K1 и его модификация K1A1 являлись более чем адекватным ответом на северокорейские танки, в 1995 году было решено запустить программу разработки принципиально нового основного боевого танка. Одной из основных особенностей программы было решение как можно больше использовать собственные технологии. Корея традиционно осуществляла лицензированное производство американской военной техники, поэтому до недавнего времени корейцы не могли серьёзно участвовать в международных военных выставках. K1A1 по-прежнему опирался на американские технологии, попадающие под экспортный контроль США, что создавало проблемы для экспорта корейских танков в другие страны. Танк «Чёрная пантера» должен был стать новым словом в южнокорейской военной технике, что позволило бы ему успешно участвовать в международных выставках и салонах.
Корейская армия поставила перед разработчиками задачу создать танк, который в первую очередь подходил бы для сетецентрической и маневренной войны, отвечая требованию оперативного управления на поле боя, и уже во вторую очередь обладал бы необходимыми огневой мощью и защитой. С июля 1995 года по декабрь 1997 года были проведены необходимые исследования, включая анализ лучшего мирового опыта танкостроения, а с 1998 года началась собственно разработка.
С 2003 по 2007 год было построено 5 прототипов для тестирования различных технологий. Последний прототип был представлен в марте 2007 года, а в сентябре 2008 года Администрация программы оборонных закупок (Defense Acquisition Program Administration) признала его годным для боевого применения.
Бюджет проекта составил 230 млн долларов за одиннадцать лет разработки.

## Серийное производство
В 2011 году Агентство оборонных закупок Южной Кореи приобрело 15 танков K2 опытного производства для испытаний.
В 2012 году сообщалось, что полномасштабное производство будет запущено в 2014 году. ВС Республики Корея первоначально планировалось приобрести приблизительно 680 «Чёрных пантер», однако планы были сокращены до 390, а потом — до 297 танков из-за дефицита средств в оборонном бюджете. При стоимости в 8,5 млн долларов за единицу этот танк оказался довольно дорогим, хотя японский Type 10, не говоря уж о Леопардах и Леклерках, гораздо дороже (см. сравнительную таблицу ниже).
Первый контракт на поставку танков корейской армии предусматривал производство 100 танков с немецкими двигателями MTU и трансмиссиями Renk.
29 декабря 2014 года был подписан второй контракт с министерством обороны Южной Кореи на серийное производство танков К2. Стоимость контракта составляет 901,5 млрд вон (820,29 млн $) и предусматривает поставку 55 К2 к 2017 году. Главной особенностью танков К2 второй партии является новый дизельный двигатель Doosan Infracore DV27K (1500 л. с.) и автоматическая трансмиссия S & T Dynamics EST15K южнокорейской разработки и производства. Начало выпуска танков по второму контракту ожидалось в конце 2016 года.
В июле 2022 года Корея и Польша заключили соглашение о лицензионном производстве в Польше 820 танков в модификации K2PL (предприятиями компании Polska Grupa Zbrojeniowa SA).

## Описание конструкции
Как и в новейшем японском ОБТ Тип 10, при разработке K2 «Чёрная пантера» особое внимание уделено ТИУС (танковой информационно-управляющей системе), которая бы объединила все электронные системы танка в единую сеть, и БИУС (боевой информационно-управляющей системе), которая бы обеспечила автоматизированное управление тактическим звеном и позволяла бы вести обмен боевой и разведывательной информацией на поле боя между танком, другой боевой техникой различных родов войск и пунктами управления в режиме реального времени.

### Огневая мощь
Основное вооружение составляет 120-мм танковая пушка с длиной ствола 55 калибров. Разработана южнокорейским Агентством по оборонным разработкам на основе немецкой Rh-120 и производится компанией Hyundai Wia. Для подачи боеприпасов в ствол создан автомат заряжания, подобный АЗ французского танка Леклерк. АЗ позволяет вести стрельбу до 15 выстрелов в минуту или раз в 4 секунды. Боекомплект к пушке составляет 40 выстрелов. 16 из них размещаются в механизированной укладке автомата заряжания, ещё 24 выстрела — в специальных укладках в корпусе машины.

### Защищенность и живучесть
На танк планируется установить комплекс активной защиты (КАЗ). В основе этой системы лежат трехкоординатная РЛС и тепловизор, способные обнаруживать приближающиеся снаряды и ПТУР на расстоянии до 150 метров.
РЛС будет захватывать и сопровождать ПТУР и снаряды, компьютер — вычислять траекторию их полета, а противоракеты — уничтожать угрожающие танку ракеты.
После «захвата» снаряда противника производится запуск ракеты-перехватчика, которая взрывается в 10—15 метрах от приближающейся цели, тем самым сбивая её с курса. На перехват снаряда противника системе активной защиты требуется около 0,2—0,3 секунды с момента его обнаружения. На вооружении системы активной защиты будут стоять противоракеты калибра 70 мм, способные развивать скорость 2,0 Маха (2300 км/ч).
Стоимость одного комплекса активной защиты составляет 670 миллионов вон (600 000 долларов). С 2006 года на разработку комплекса было потрачено 40 млрд вон (36 млн долларов).
Завершение разработки активной защиты было запланировано на 2013 год.

### Подвижность
В «Черной пантере» используется новая моторно-трансмиссионная установка EuroPowerPack с немецким дизельным двигателем MTU MB-883 Ka-500 мощностью 1500 л. с. разработки компании MTU Friedrichshafen и автоматической пятиступенчатой трансмиссией, разработанной немецкой фирмой Renk. Дополнительно танк оборудован газотурбинной установкой мощностью 100 л. с. (75 кВт). Она обеспечивает питанием все бортовые системы при выключенном основном двигателе танка, позволяет экономить топливо и сводит к минимуму тепловую и акустическую сигнатуры танка.
Максимальная скорость K2 — 70 км/ч по шоссе и 50 км/ч на пересеченной местности; разгон до 32 км/ч за 7 сек; запас хода — 450 км. Преодолеваемые препятствия: угол подъёма — 31°, вертикальная стенка — 1,3 м. Танк оборудован ОПВТ с составной трубой для подводного вождения и после 30-минутной предварительной подготовки может преодолевать водные препятствия глубиной до 4,1 м (предшественник K1 преодолевает брод глубиной до 2,2 м). Система ОПВТ обеспечивает возможность вступить в бой сразу после преодоления водного препятствия.

## Цена
Очень сложный в технологическом отношении, танк «Чёрная пантера» оценивался в 2014 году в 8,5 млн долларов за единицу. Таким образом, K2 является одним из самых дорогих танков на сегодняшний день. Цена K2 почти вдвое превышает цену его предшественника K1, стоящего 4,9 млн долларов за единицу. Однако ожидается, что существующая цена значительно снизится после того, как будет налажено массовое производство танка, и он станет более доступным для продажи в другие страны.

## Операторы
- Республика Корея — около 225 танков К2 по состоянию на 2023 год[18]
- Польша — 119 танков К2 на вооружении по состоянию на июнь 2025 года.[19]

27 июля 2022 года Польша и Корея заключили соглашение о поставках одной тысячи танков K2 (включая организацию их лицензионного производства в Польше). Первую партию из 180 танков планировалось поставить в течение полугода.

## Танки других стран
| Серия                                | Т-90 «Владимир»    | Т-84       | M1 Abrams         | Leopard 2    | Leclerc            | Challenger 2     | C1 Ariete | PT-91 Twardy    |
| ------------------------------------ | ------------------ | ---------- | ----------------- | ------------ | ------------------ | ---------------- | --------- | --------------- |
| Внешний вид                          |                    |            |                   |              |                    |                  |           |                 |
| Год принятия на вооружение           | 1992               | 2000       | 1980              | 1979         | 1992               | 1998             | 1995      | 1995            |
| Современная модификация              | Т-90М «Прорыв»     | БМ «Оплот» | M1A2 Abrams SEPv3 | Leopard 2А7V | Leclerc SXXI       | Challenger 2 TES | C1 Ariete | PT-91M Pendekar |
| Год принятия современной модификации | 2020               | 2009       | 2020              | 2014         | 2009               | 1998             | 1995      | 2010            |
| Боевая масса, т                      | 48                 | 51,0       | 66,8              | 67,5         | 57,4               | 75               | 54,0      | 45,5            |
| Экипаж                               | 3                  | 3          | 4                 | 4            | 3                  | 4                | 4         | 3               |
| Калибр пушки, мм                     | 125                | 125        | 120               | 120          | 120                | 120              | 120       | 125             |
| Панорамный прицел                    | Калина             | ПНК-6      | есть              | PERI-R-12    | SFIM VS-580        | SFIM VS-580      | ATTILA    | Sagem VIGY 15   |
| Управляемое вооружение               | Рефлекс-М, Инвар-М | Комбат     | нет               | нет          | нет                | нет              | нет       | нет             |
| Боекомплект, выстрелов               | 40                 | 46         | 42                | 42           | 40                 | 52               | 42        | 40              |
| Скорострельность, выстр/мин          | 8                  | 8          | 8                 | н/д          | 12                 | н/д              | н/д       | 7               |
| Автомат заряжания                    | карусель           | карусель   | нет               | нет          | ленточный конвейер | нет              | нет       | карусель        |
| Динамическая защита                  | Реликт             | Дуплет     | TUSK ARAT         | есть         | нет                | ROMOR            | PSO/WAR   | ERAWA           |
| Активная защита                      | Арена              | Заслон     | Трофи             | MUSS         | н/д                | н/д              | н/д       | нет             |
| КОЭП                                 | Афганит            | Варта      | AN/VLQ-6 MCD      | MUSS         | н/д                | н/д              | н/д       | OBRA-3          |
| Мощность двигателя, л. с.            | 1130               | 1200       | 1500              | 1500         | 1500               | 1200             | 1300      | 1000            |
| Удельная мощность, л. с./т           | 23,5               | 23,5       | 20,3              | 22,2         | 27,5               | 19,2             | 24,1      | 22,0            |
| Максимальная скорость, км/ч          | 70                 | 70         | 67                | 72           | 72                 | 59               | 65        | 65              |
| Скорость заднего хода, км/ч          | 15                 | 30         | 40                | 31           | 38                 | 35               | 20        | 5               |
| Запас хода по шоссе, км              | 550                | 500        | 425               | 450          | 550                | 400              | 600       | 480             |
| Всего выпущено шт.                   | ~4000              | ~70        | ~10400            | ~3600        | ~860               | ~450             | ~200      | ~280            |
| Стоимость ~                          | $2,9 млн           | $6,65 млн  | $8 млн            | $15 млн      | $16 млн            | $5,5 млн         | $8 млн    | $9 млн          |

| Серия                                | Merkava                 | Arjun     | Al-Khalid   | Karrar         | Songun-ho        | K2 Black Panther   | Type 99  | Type 10                     |
| ------------------------------------ | ----------------------- | --------- | ----------- | -------------- | ---------------- | ------------------ | -------- | --------------------------- |
| Внешний вид                          |                         |           |             |                |                  |                    |          |                             |
| Год принятия на вооружение           | 1979                    | 2004      | 2001        | 2020           | 2010             | 2014               | 2001     | 2012                        |
| Современная модификация              | Merkava Mark IV «Barak» | Arjun MK1 | Al-Khalid I | Karrar         | Songun-ho II     | K2 Black Panther   | 99А2     | Type 10                     |
| Год принятия современной модификации | 2023                    | 2011      | 2020        | 2020           | 2015             | 2014               | 2011     | 2012                        |
| Боевая масса, т                      | 70,0                    | 58,5      | 48,0        | 51,0           | 44               | 55,0               | 58,0     | 44,0                        |
| Экипаж                               | 4                       | 4         | 3           | 3              | 4                | 3                  | 3        | 3                           |
| Калибр пушки, мм                     | 120                     | 120       | 125         | 125            | 125              | 120                | 125      | 120                         |
| Панорамный прицел                    | есть                    | есть      | есть        | есть           | н/д              | есть               | есть     | есть                        |
| Управляемое вооружение               | LAHAT                   | LAHAT     | нет         | есть           | Bulsae-3, Игла-1 | KSTAM              | Рефлекс  | нет                         |
| Боекомплект, выстрелов               | 48                      | 39        | 39          | н/д            | н/д              | 40                 | 41       | н/д                         |
| Скорострельность, выстр/мин          | н/д                     | 6—8       | 8           | н/д            | н/д              | 15                 | 7        | н/д                         |
| Автомат заряжания                    | нет                     | нет       | карусель    | карусель       | нет              | ленточный конвейер | карусель | ленточный конвейер          |
| Динамическая защита                  | есть                    | нет       | есть        | встроенная ERA | есть             | есть               | есть     | нет                         |
| Активная защита                      | Трофи                   | нет       | Варта       | н/д            | нет              | есть               | JD-3     | н/д                         |
| Мощность двигателя, л. с.            | 1500                    | 1400      | 1200        | 1000           | 1200             | 1500               | 1500     | 1200                        |
| Удельная мощность, л. с./т           | 21,5                    | 23,9      | 25,0        | 19,6           | 27,3             | 27,3               | 25,9     | 27,3                        |
| Максимальная скорость, км/ч          | 64                      | 70        | 70          | 70             | 70               | 70                 | 76       | 70                          |
| Скорость заднего хода, км/ч          | 25                      | 15        | 30          | 30             | 5                | 40                 | 33       | 70(реверсивная трансмиссия) |
| Запас хода по шоссе, км              | 500                     | 450       | 500         | 500            | 450              | 450                | 450      | 500                         |
| Всего выпущено шт.                   | ~2000                   | ~200      | ~900        | ~800           | ~700             | ~400               | ~1200    | ~117                        |
| Стоимость ~                          | $6 млн                  | $9,2 млн  | $9 млн      | $9 млн         | $2 млн           | $9 млн             | $2,5 млн | $12 млн                     |